# Vormärz

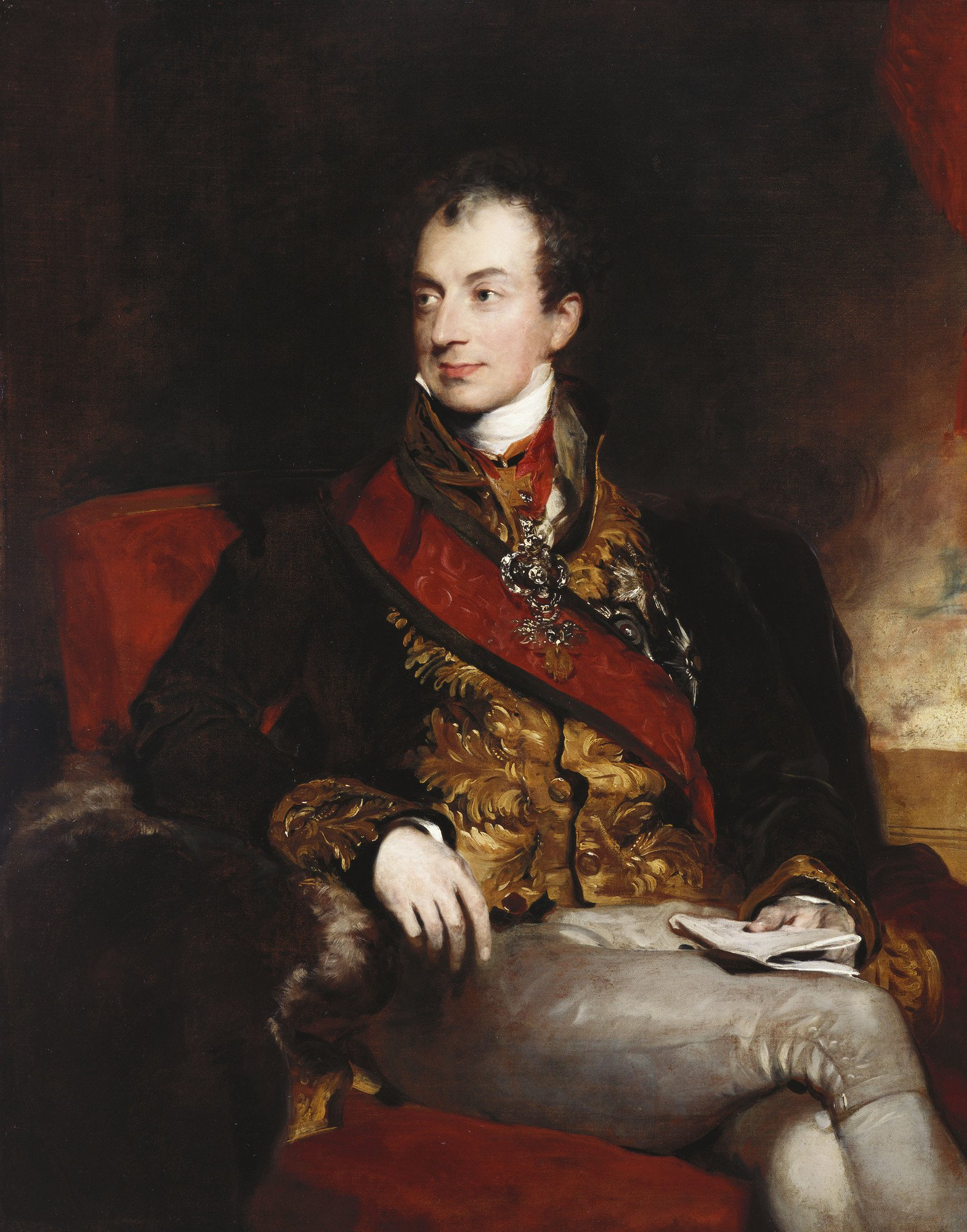
Chanceler Metternich em 1820; pintura de Thomas Lawrence

Vormärz (em português "Antes de Março" ou "Pré-Março"), é um termo que designa um período na História da Alemanha. O termo refere-se aos anos que antecederam as Revoluções de Março nos estados alemães da Confederação Alemã em 1848. O início do período não está bem definido. Pode começar após a queda de Napoleão Bonaparte e do estabelecimento da Confederação Alemã em 1815. Se a essência do Vormärz é o levantamento político, então a Revolução Francesa de Julho de 1830 será um ponto de partida mais correcto.
Em termos internacionais, o termo, conhecido como a Época de Metternich, consistiu num período de controlo e censura por parte da Áustria e da Prússia em resposta aos apelos revolucionários para o liberalismo. Numa perspectiva cultural, o mesmo período é conhecido como Biedermeier como conclusão para a era romântica na Alemanha.